# Хіґаші-Каґава

Хіґа́ші-Каґа́ва (яп. 東かがわ市, ひがしかがわし, МФА: [çigaɕi̥ kagawa ɕi̥]?) — місто в Японії, в префектурі Каґава. Розташоване в східній частині префектури, на узбережжі Внутрішнього Японського моря.    Отримало статус міста 2003 року. Площа становить 153,35 км². Станом на 1 липня 2012 року населення складало 32 756  осіб, густота населення — 214 осіб/км².     

## Короткі відомості
Засноване 1 квітня 2003 року шляхом злиття таких населених пунктів:
- містечка Хікета повіту Окава (大川郡引田町)
- містечка Шіроторі (白鳥町)
- містечка Очі (大内町)

Входить до Національного парку Внутрішнього Японського моря. Основою господарства міста є сільське господарство, рибальство і текстильна промисловість. 90% виробництва японських рукавиць припадають на Хіґаші-Каґаву.
Культурно-історичними й туристичними пам'ятками міста є буддистський монастир Йодадзі, середньовічний квартал містечка Хікета й гірський парк Торамару.